# Swietłana Abrosimowa
Swietłana Olegowna Abrosimowa (ros. Светлана Олеговна Абросимова; ur. 9 lipca 1980 w Sankt Petersburgu) – rosyjska koszykarka, reprezentantka Rosji, grająca na pozycji skrzydłowej.
W 2001 zadebiutowała w WNBA, w drużynie Minnesota Lynx. Została wybrana z numerem 7.

## Kariera

### WNBA
- 2001-2007 Minnesota Lynx
- 2008      Connecticut Sun
- 2010      Seattle Storm

### Europa
- 2001-2002  BK Gambrinus Brno
- 2002-2003  Famila Basket Schio
- 2003-2004  UMMC Jekaterynburg
- 2004-2006  Wołgaburmasz Samara
- 2006-2007  Spartak Moskwa
- 2007-      UMMC Jekaterynburg

## Osiągnięcia

### WNBA
- Mistrzyni WNBA z Seattle Storm (2010)

### Indywidualne
- Uczestniczka meczu gwiazd rosyjskiej ligi męskiej i żeńskiej (2006)[1]

### Reprezentacja
Drużynowe
- Mistrzyni Europy (2007, 2011)
- Wicemistrzyni Europy (2009)
- Brązowa medalistka:
  - mistrzostw Europy (1995)
  - igrzysk olimpijskich (2008)

Indywidualne
- MVP Eurobasketu (1995)
- Zaliczona do I składu mistrzostw Europy (2009)